# Adel Sellimi
Adel Sellimi (arabe : عادل السليمي), né le 16 novembre 1972 au Kram, est un joueur et entraîneur de football tunisien.

## Biographie
Il est le troisième buteur de l'histoire de la sélection tunisienne de football avec vingt buts marqués ; il participe avec cette dernière aux coupes du monde 1998 et 2002.
Sellimi porte successivement les couleurs du Club africain, du FC Nantes, du Real Jaén et du SC Fribourg.
Il commence sa carrière d'entraîneur en 2006 avec le club de deuxième division (D2) de l'Avenir sportif de Gabès. En décembre de la même année, il quitte ce club pour retrouver un autre club de D2 : Jendouba Sports. Six mois plus tard, le club retrouve la première division après une saison passée en D2. Une nouvelle aventure en tant qu'entraîneur adjoint du Club africain commence à l'occasion de la saison 2010-2011.
Bien qu'adjoint de Mondher Kebaier, sélectionneur national, Sellimi figure en tant qu'entraîneur de l'équipe de Tunisie à la Coupe arabe de la FIFA 2021 sur la feuille des matchs selon la FIFA,,,,,. Le 26 décembre, la Fédération tunisienne de football rompt à l'amiable le contrat les liant.

## Palmarès

### Joueur
- Coupe des clubs champions africains (1) : 1991
- Coupe afro-asiatique des clubs (1) : 1992
- Championnat de Tunisie (3) : 1990, 1992, 1996
- Coupe de Tunisie (1) : 1992
- Coupe arabe des vainqueurs de coupe (1) : 1995
- Élu meilleur sportif tunisien de l'année 1992

### Entraîneur
- Coupe arabe des nations (0) : finaliste en 2021